# Внутрішня сонна артерія
Внутрішня сонна артерія (лат. a. carotis interna) — це кровоносна судина, що відходить від загальної сонної артерії та несе артеріальну кров до структур голови.

## Ембріональний розвиток
Формування внутрішньої сонної артерії відбувається з 3-ї аортальної дуги і переднього відділу дорсальної аорти. З частини вентральної аорти, що розташована між 3-ю і 4-ю аортальними дугами, формується загальна сонна артерія.

## Класифікація
Відповідно до міжнародної анатомічної класифікації Terminologia Anatomica, внутрішня сонна артерія поділяється на 4 частини: 
1. Шийна частина (лат. pars cervicalis) — визначається від місця відходження від загальної сонної артерії до входу у сонний канал скроневої кістки.
2. Кам'яниста частина (лат. pars petrosa) — проходить у сонному каналі і дає невеликі гілочки.
3. Печериста частина (лат. pars cavernosa) — проходить в кавернозному синусі.
4. Мозкова частина (лат. pars cerebralis) — кінцевий відділ внутрішньої сонної артерії, який розгалужується на гілки.

Проте в клінічній роботі необхідний більш детальний поділ, що вимагає застосування іншої системи, запропонованої Bouthillier (1996 рік). Відповідно до цієї класифікації розрізняють такі 7 сегментів внутрішньої сонної артерії: шийний, кам'янистий, сегмент рваного отвору, печеристий, клиноподібний, офтальмічний, комунікативний.

## Топографія сегментів
Поділ на сегменти базується на відношенні артерії до інших структур голови та шиї.

### Шийний сегмент
Шийний сегмент або С1 визначається від місця біфуркації загальної сонної артерії (власне місце формування внутрішньої сонної артерії, зона каротидного синуса) до входу артерії у сонний канал скроневої кістки.

### Кам'янистий сегмент
Кам'янистий сегмент або С2 проходить у сонному каналі (кам'яниста частина скроневої кістки). У цьому сегменті від артерії відгалужуються тонкі гілочки у барабанну порожнину.

### Сегмент рваного отвору
Сегмент рваного отвору або С3 визначається над рваним отвором. У даному сегменті артерія, як правило, не дає гілок та не покрита твердою мозковою оболоною.

### Печеристий сегмент
Печеристий сегмент або С4 визначається в печеристому синусі, а саме в ділянці між виходом артерії з рваного отвору та медіальним і нижнім періостом переднього нахиленого відростка клиноподібної кістки (проксимальне кільце твердої мозкової оболони).

### Клиноподібний сегмент
Клиноподібний сегмент або С5 визначається від місця, з якого внутрішня сонна артерія покидає печеристий синус через проксимальне кільце твердої мозкової оболони, і тягнеться в дистальному напрямку до дистального кільця, звідки артерія потрапляє у субарахноїдальний простір.

### Офтальмічний сегмент
Офтальмічний сегмент або С6 визначається в ділянці дистального кільця твердої мозкової оболони дистально до відходження задньої сполучної артерії. У цьому сегменті артерія тягнеться в горизонтальному напрямку, паралельно зоровому нерву, що знаходиться зверху і медіально (досередини).

### Комунікативний сегмент
Комунікативний сегмент або С7 є кінцевим відділом артерії. Даний сегмент визначається в ділянці між зоровим і окоруховим нервами до передньої пронизаної речовини (лат. substantia perforata anterior) на медіальному краї латеральної борозни головного мозку. Ангіографічно даний сегмент визначається від місця відходження задньої сполучної артерії до біфуркації внутрішньої сонної артерії на кінцеві гілки.